# Billy Preston (baloncestista)
Billy Preston (Redondo Beach, California, 26 de octubre de 1997) es un baloncestista estadounidense que pertenece a la plantilla de los Tijuana Zonkeys del CIBACOPA mexicano. Con 2,08 metros de estatura, juega en la posición de ala-pívot. 

## Trayectoria deportiva

### Universidad
Tras disputar el prestigioso McDonald's All-American Game de 2017, en el que consiguió 10 puntos y 3 rebotes, y el Jordan Brand Classic, en el que anotó 7 puntos, se comprometió con la Universidad de Kansas para su periodo universitario, pero tras un accidente de coche en el campus de la universidad en el que se vio involucrado en noviembre de 2017, en el que no hubo heridos, la NCAA inició una inverstigación para averiguar la posible financiación del coche, suspendiendo al jugador mientras durara la misma.

### Profesional
Debido a la frustración por la investigación, Preston abandonó los Jayhawks sin llegar a debutar en el mes de enero, para fichar por el KK Igokea bosnio de la ABA Liga. En el mes de marzo, tras haber disputado únicamente tres partidos de liga, en los que promedió 7,0 puntos y 4,0 rebotes, dejó el equipo debido a un dolor en el hombro que le había impedido rendir en las últimas dos semanas. El 24 de abril anunció que se presentaría al Draft de la NBA de 2018.
Tras no ser elegido, fue invitado por los Cleveland Cavaliers para disputar las Ligas de Verano de la NBA, en las que en seis partidos promedió 10,5 puntos y 5,5 rebotes. El 7 de julio firmó un contrato dual con los Cavs y su filial en la G League, los Canton Charge. El 2 de diciembre fue despedido sin llegar a debutar con los Cavs.
En 2024 se unió nuevamente a los Cape Town Tigers para disputar la fase inicial de la BAL.